# Tustruper Gräberfeld

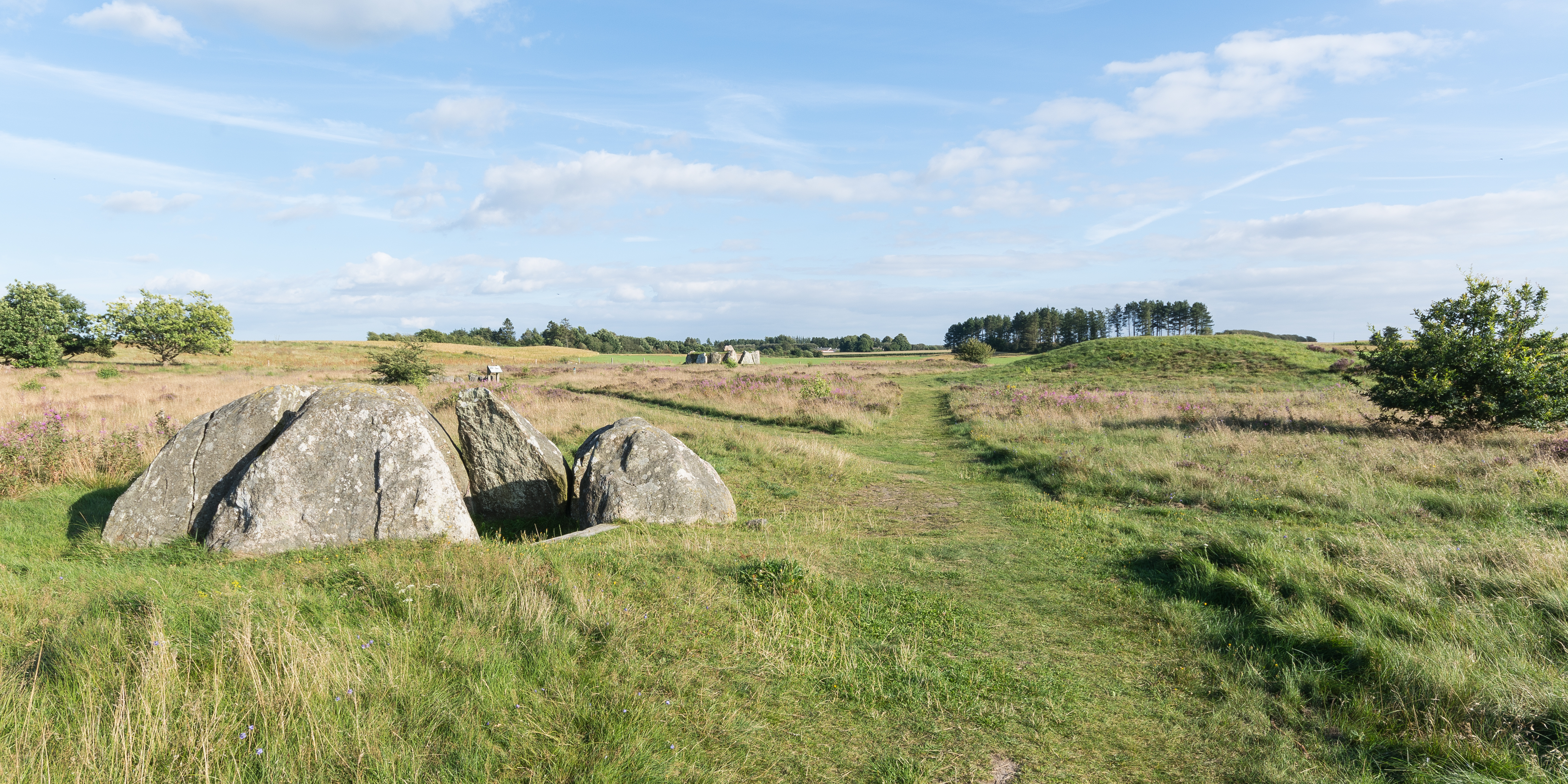
Tustruper Gräberfeld von Norden

Das Tustruper Gräberfeld (eigentlich eine Nekropole) ist eine Ansammlung vorzeitlicher Monumente westlich des Dorfes Tustrup, an der Straße nach Nørager, im Norden der jütländischen Halbinsel Djursland, in Dänemark. Bei den vier Anlagen auf einem flachen Plateau oberhalb des Tals der Hevring Å handelt sich um zwei Dolmen, ein Ganggrab und die Reste eines Kulthauses der Trichterbecherkultur (TBK), das als Rekonstruktion im Park des Museumsdorfes von Moesgård bei Aarhus steht. Sie stammen aus der Jungsteinzeit etwa 3500–2800 v. Chr. Neolithische Monumente sind Ausdruck der Kultur und Ideologie neolithischer Gesellschaften. Ihre Entstehung und Funktion gelten als Kennzeichen der sozialen Entwicklung.
Das Tal der Hevring Å war im Neolithikum noch ein Fjord des Kattegats. Ganz Norddjursland bestand aus Inseln, die der Kolindsund und der Randers Fjord vom jütländischen Festland trennten. Das Areal des Gräberfeldes zählt zu den wichtigen vorzeitlichen Denkmalsgruppen in Dänemark. Auf dem Gelände von Tustrup steht ein Informationspavillon.
Der relativ kleine Runddysse (in Dänemark die Bezeichnung eines Dolmens mit runder Randsteineinfassung) wurde rekonstruiert. Seine Kammer hat einen Zugang, der aus einer Öffnung im 8 m weiten Ring der 13 Randsteine besteht. Zwischen den Randsteinen ist Zwischenmauerwerk aus lose verlegtem Rotsandstein eingefügt. Von dieser Kammer fehlte der Deckstein, der ersetzt wurde.

Runddysse (Dolmen) vor und nach der Restaurierung
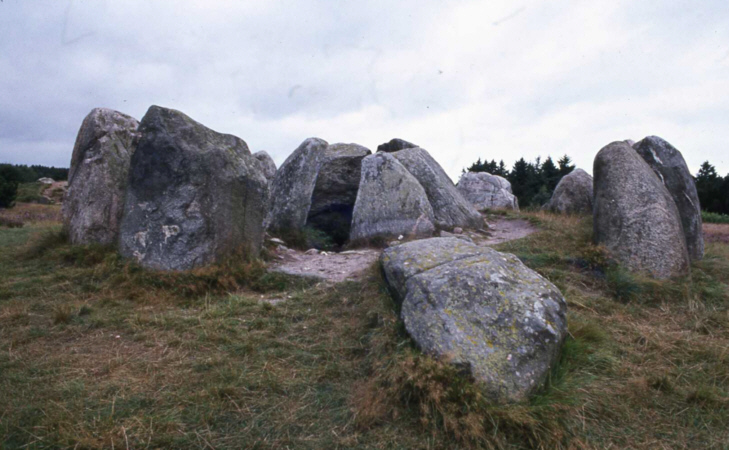
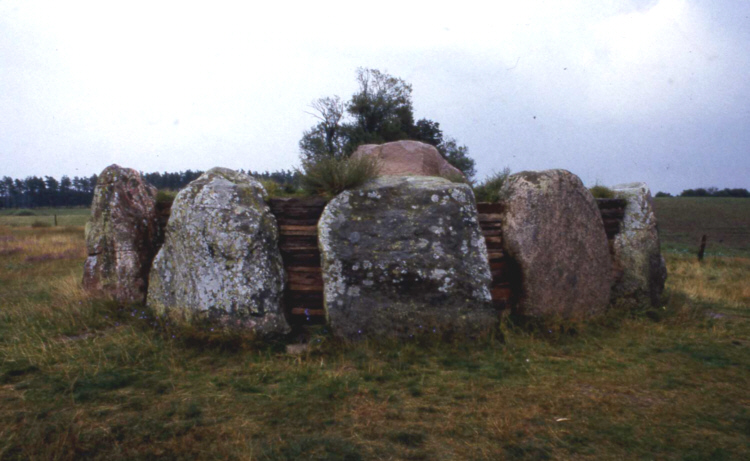
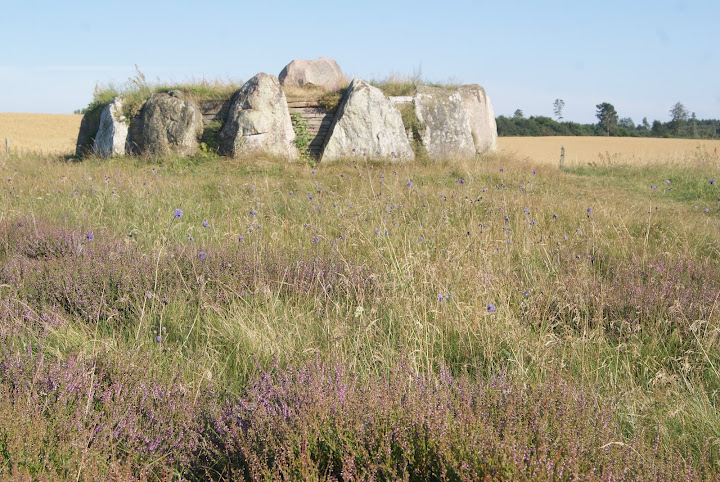
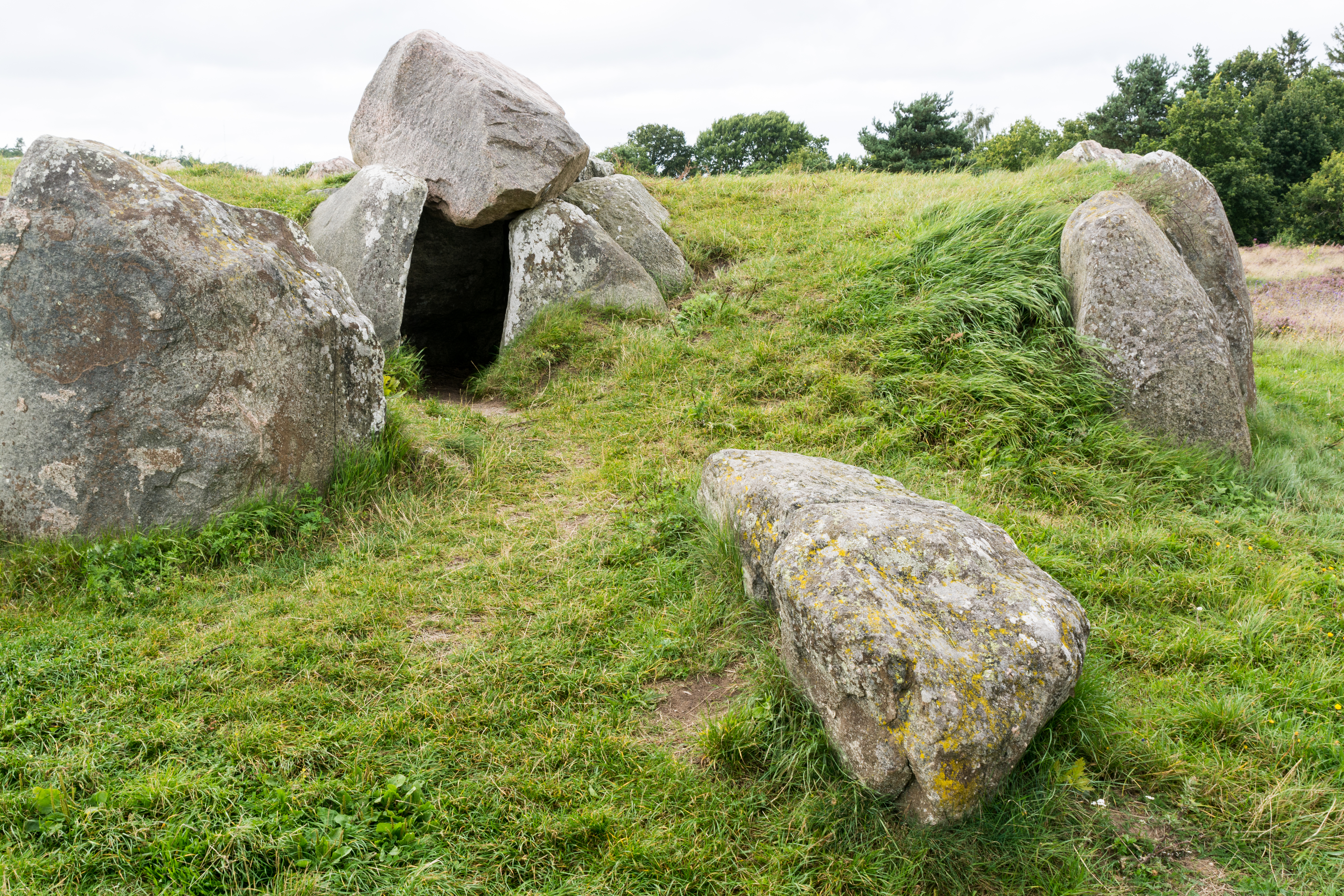
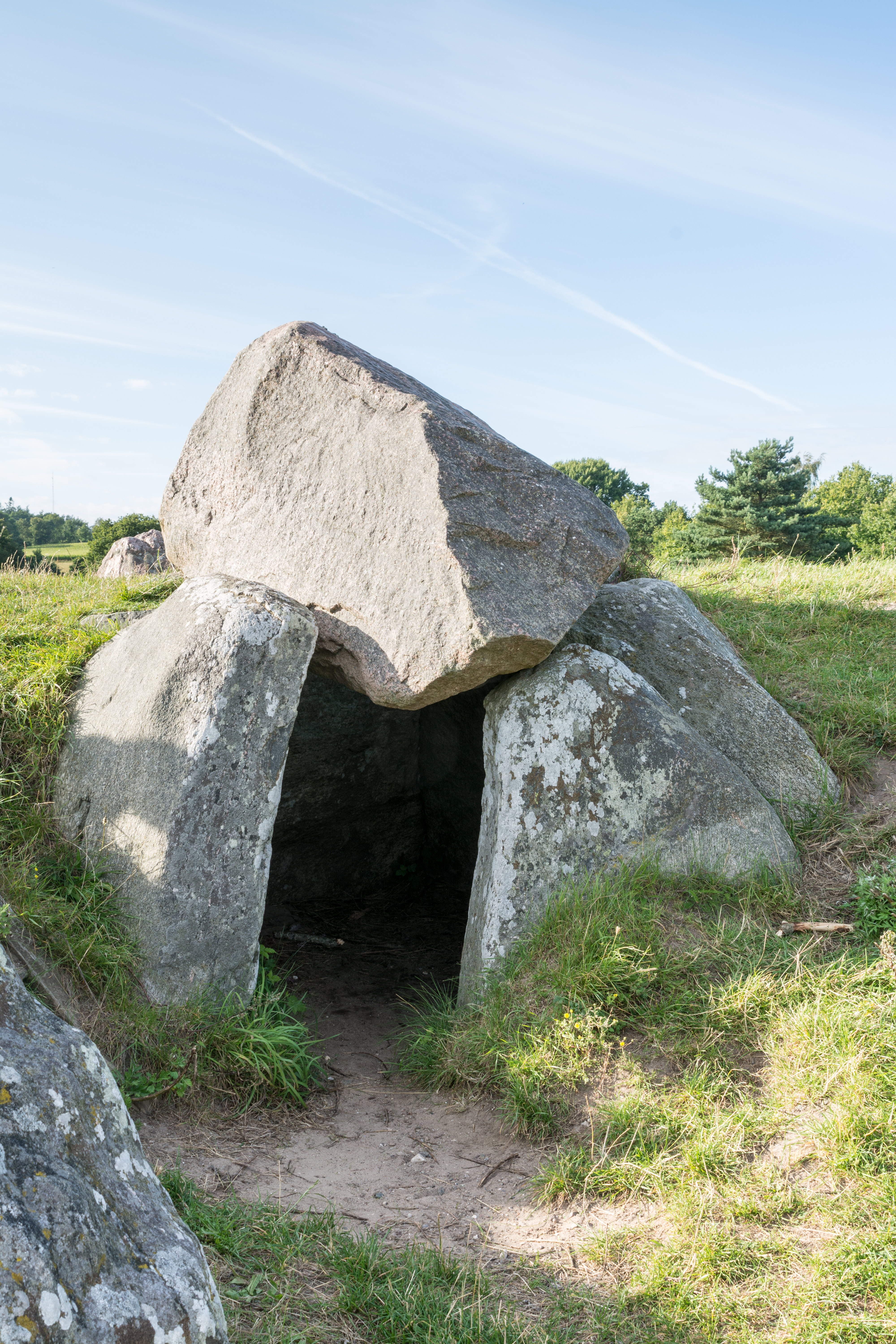

## Das Ganggrab
Das Ganggrab ist eine Bauform jungsteinzeitlicher Megalithanlagen, die aus einer Kammer und einem baulich abgesetzten, lateralen Gang besteht. Diese Form ist primär in Dänemark, Deutschland und Skandinavien, sowie vereinzelt in Frankreich und den Niederlanden zu finden.

Ganggrab
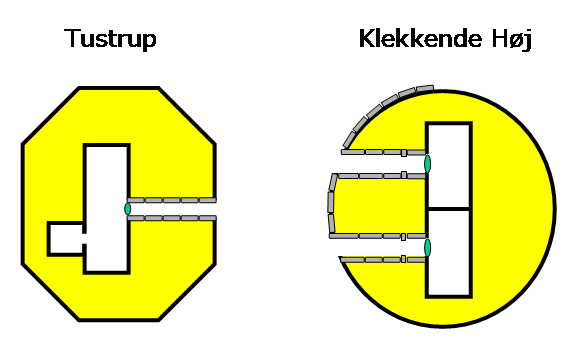
Das Ganggrab links
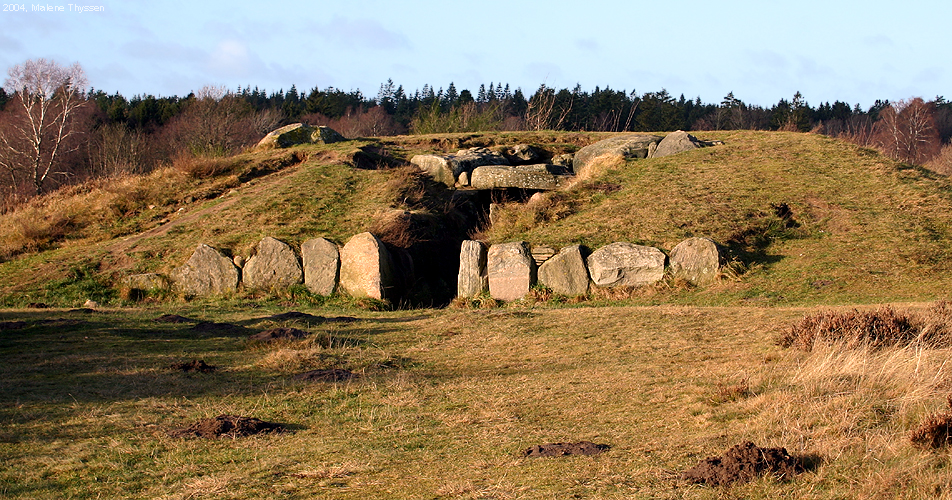
Das Ganggrab
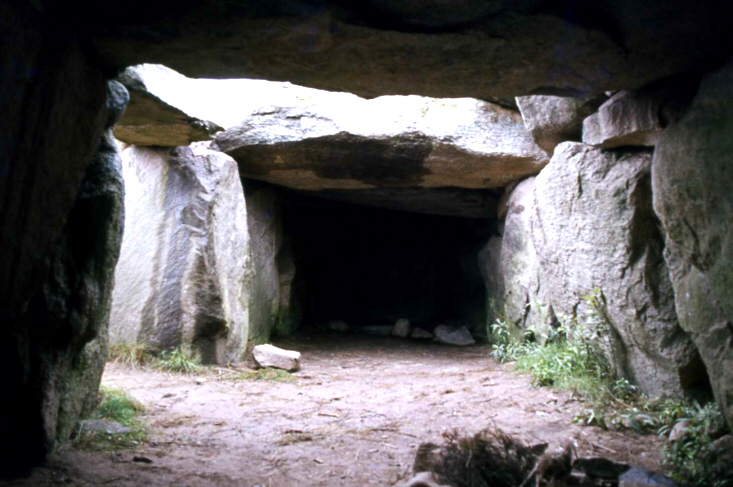
Ganggrab Kammer
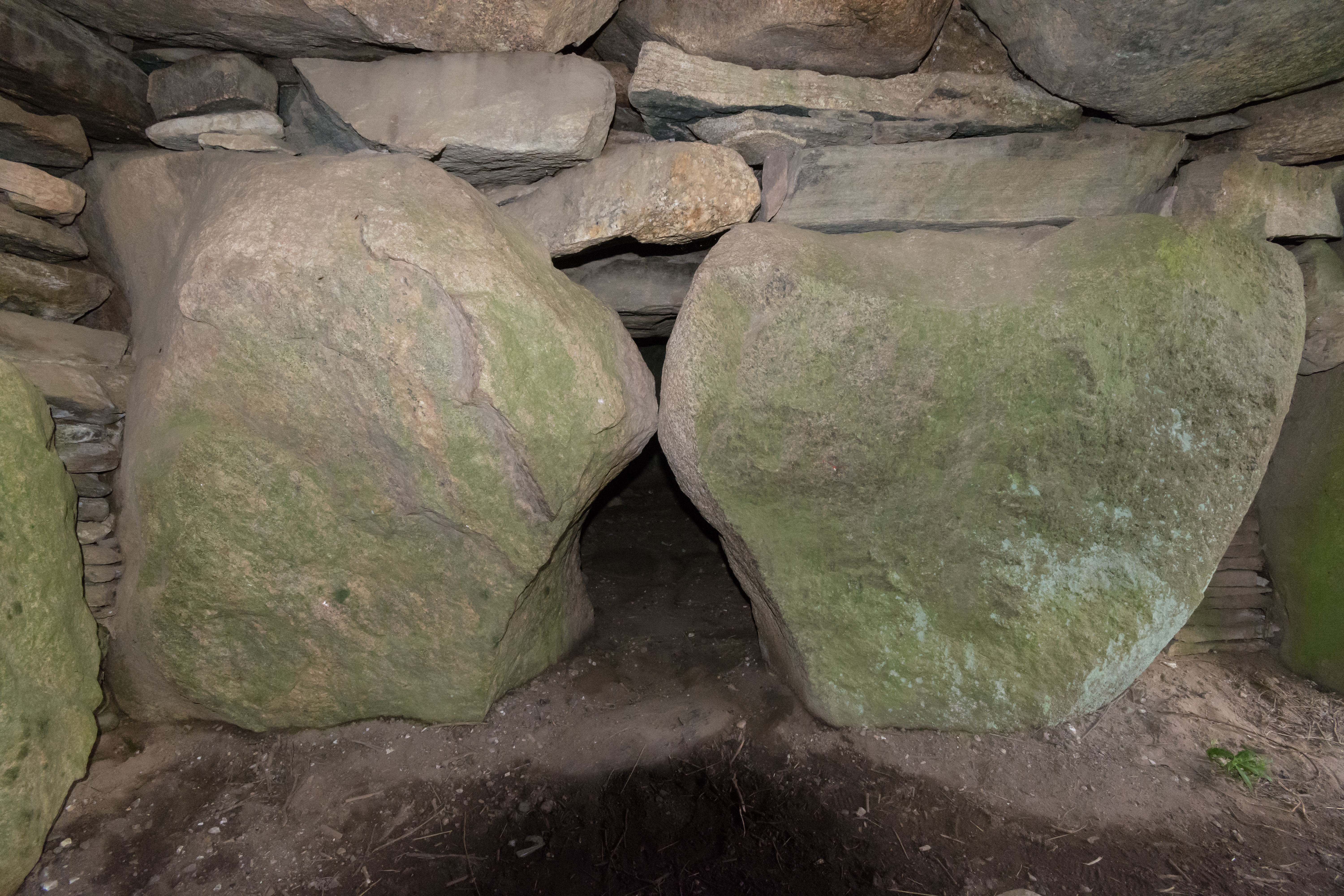
Eingang der Nebenkammer
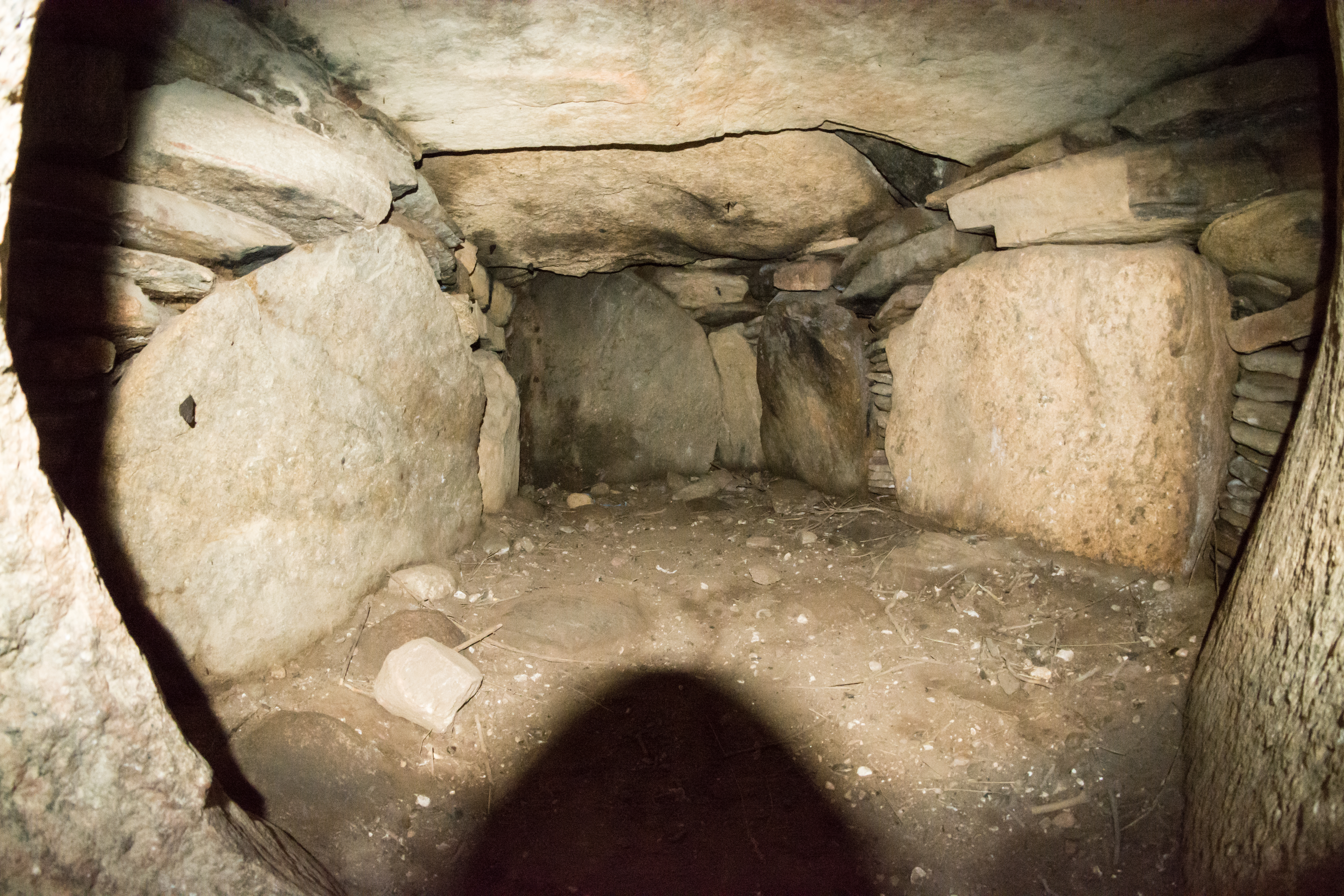
Blick in die Nebenkammer

Mit seiner 2 × 2 m großen Nebenkammer gehört das innen etwa 9 × 3 m große Ganggrab zu den größten Anlagen seiner Art in Dänemark und ist zugleich die größte Anlage Ostjütlands. Ganggräber mit Seitenkammern sind selten. Die meisten liegen in Nord- und Ostjütland. Auch seine innere Höhe von über 2 m ist beachtlich. Die Decksteine des 6 m langen Ganges fehlen ebenso wie der mittlere Deckstein der Kammer. Insgesamt wurden 40 Steine verbaut, von denen der schwerste 20 t wiegt. Die Anlage erbrachte kaum Funde.

## Der Dolmen
Der Dolmen im nördlichen Teil bestand aus einer Kammer mit kurzem Gang. Die Decksteine und einer der Tragsteine sind nicht mehr vorhanden. Ein weiterer Dolmen liegt auf der anderen Talseite circa 50 m im Feld nördlich des Skovgårdevej.

## Der Kultbau

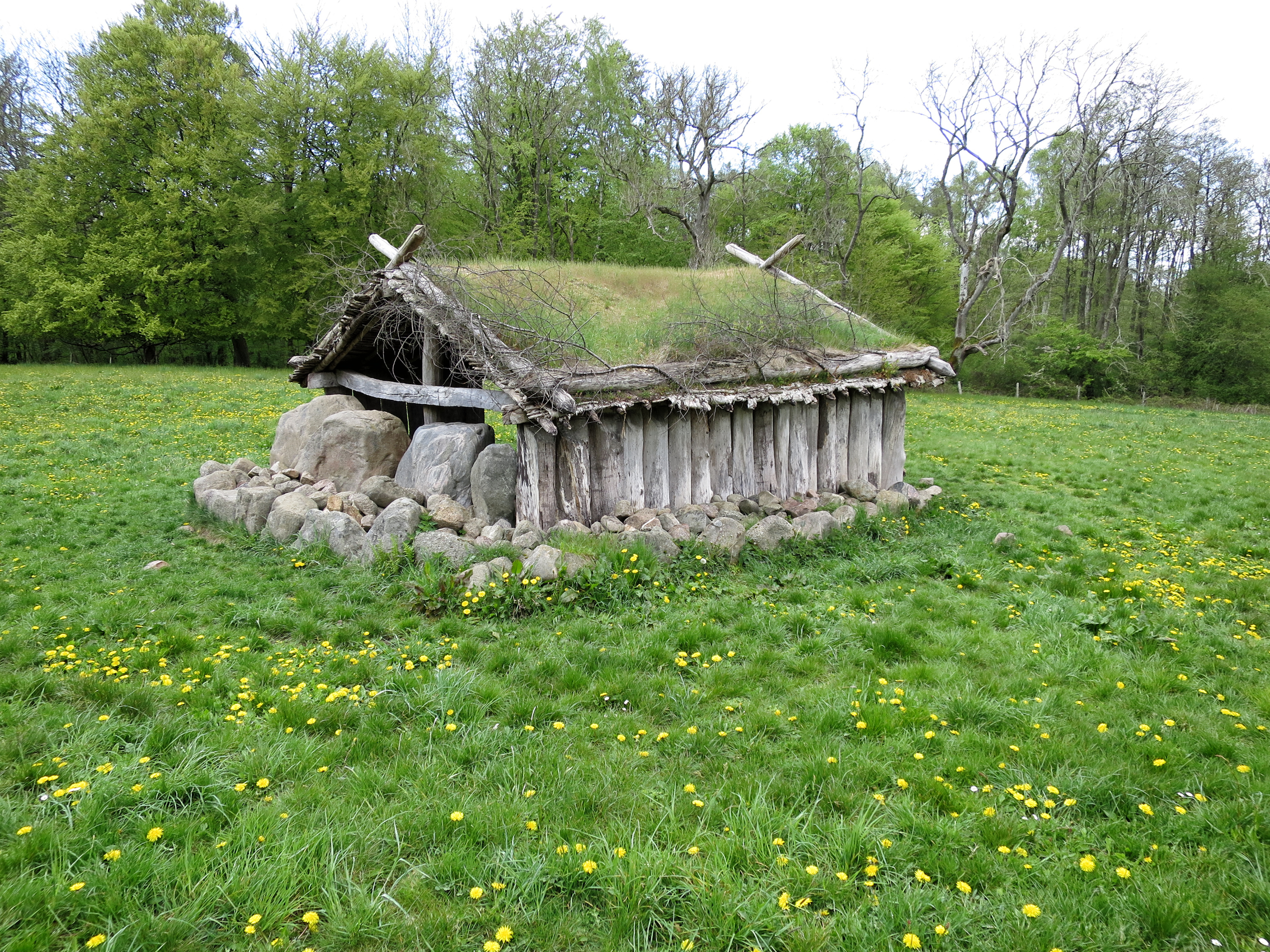
Kultbaurekonstruktion

Der als Tempel angesehene etwa 6,0 × 5,0 m große Kultbau (dän. Kulthuset) war der erste seiner Art, der 1953 in Jütland entdeckt wurde. Mitunter wurden die aus senkrechten Spaltbohlen und Steinen errichteten Bauten in einem Hauptraum und einem Vorraum aufgeteilt. Mittlerweile sind weitere aus Nordjütland bekannt. Die Größe variiert stark. Die Vermutung, dass es sich um einen Tempel des Opfer- oder Totenkultes handelt, stützt sich auf Funde von Keramik der Trichterbecherkultur von derselben Art, wie sie in den umliegenden Megalithanlagen gefunden wurde. Die Konstruktion selbst erinnert teilweise an mitteldeutsche Totenhütten. Ähnliche Bauten wurden bei den jütländischen Orten Engedal, Ferslev, Foulum und Herrup gefunden. Ein Kulthus der Bronzezeit wurde 1985 bei Sandagergård auf Seeland beim Bau einer Gasleitung entdeckt. Es scheint ein Bestandteil der Rituale zu sein, dass die Häuser nach einer Zeit der Nutzung abgerissen oder verbrannt wurden.